# Valmala (Piemont)

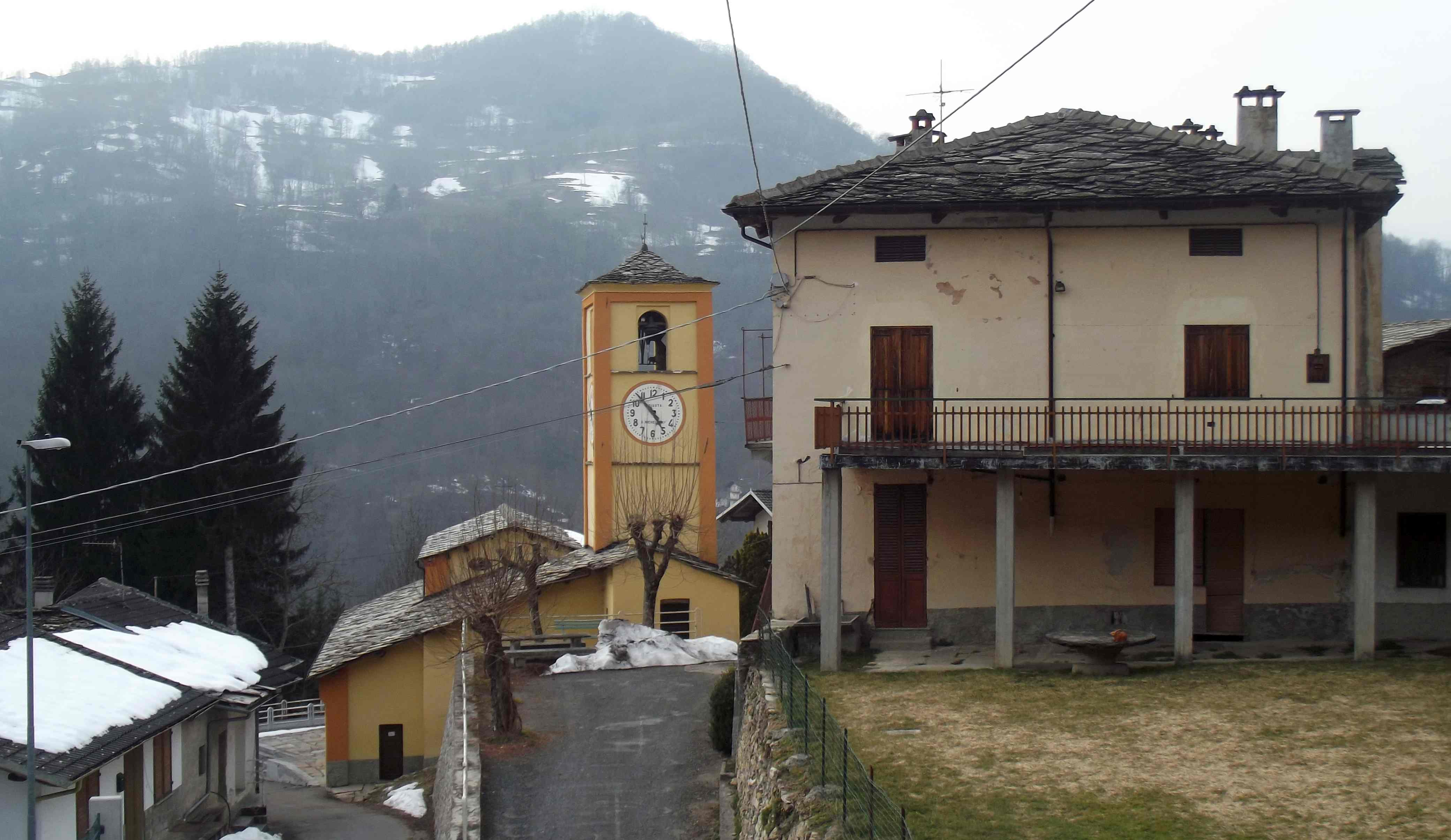
Valmala

Valmala ist eine ehemalige italienische Gemeinde mit 56 Einwohnern (Stand 30. November 2018) in der Provinz Cuneo (CN), Region Piemont.
Seit dem 1. Januar 2019 ist Valmala ein Ortsteil der Gemeinde Busca.

## Geographie
Das Gemeindegebiet umfasst eine Fläche von 10 km². Die Nachbargemeinden sind Brossasco, Melle, Roccabruna, Rossana, Venasca und Villar San Costanzo.